# Clássico Batateiro
O Clássico Batateiro ou Clássico dos Metalúrgicos é o confronto envolvendo as equipes Esporte Clube São Bernardo e Palestra de São Bernardo. O primeiro nome é em função do apelido que recebe a cidade de São Bernardo do Campo, sede dos dois clubes, e o segundo nasceu em função das graves operárias protagonizadas pelos metalúrgicos na cidade no fim da Ditadura Militar.
O clássico teve origem quando Alfredo Sabatini, jogador do Esporte, foi barrado em um jogo da equipe. Ressentido, ele reuniu alguns amigos e fundou o Palestra Itália de São Bernardo, com o objetivo de "bater no São Bernardo". Estava criada a rivalidade entre as equipes. O primeiro jogo foi realizado um ano após a fundação do Palestra, em 1936. Na ocasião o Esporte venceu por 3 a 1, no antigo campo localizada à Rua Marechal Deodoro. O retrospecto recente é favorável ao Esporte. No ano de 2010 foram realizados cinco confrontos nas categorias profissional e sub-20. O Esporte saiu vencedor em quatro confrontos, inclusive com uma goleada no sub-20 em agosto por 7 a 1, a maior do clássico empatado com um placar igual em agosto de 2005, porém esse a favor do Palestra, também pelo sub-20.
Além da rivalidade, é grande também a amizade entre os dois clubes, tanto por parte da diretoria como da torcida. Dois exemplos disso são três fatos que marcaram a história das equipes. Na década de 1950 o Palestra perdeu seu campo na Rua Marechal Deodoro. O rival cedeu seu estádio sem cobrar nada do clube. Em 2008, o Palestra organizou uma festa em homenagem aos 80 anos do Esporte. Em 2010, depois de ficar seis anos inativo por problemas financeiros, o Esporte voltou às atividades com grande apoio da torcida e diretoria do rival.

## Últimos confrontos
Esporte 2x0 Palestra - Baetão, em 17 de junho de 2011
Palestra 0x1 Esporte - Baetão, em 01 de maio de 2011
Esporte 1x2 Palestra - Baetão, em 25 de julho de 2010